# Denisa Tîlvescu
Denisa Tîlvescu (n. 13 august 1996, Târgu Jiu, Gorj, România) este o canotoare română. Ea a făcut parte din echipa care a câștigat medalia de aur în competiția de opt feminin la Campionatele Mondiale de Canotaj din 2017 din Sarasota, Florida. De asemenea, a câștigat medalii de aur și argint la mai multe Campionate Europene. A reprezentat România la Jocurile Olimpice de vară din 2020 de la Tokyo.